# Santa María de Ujué
La imagen de Santa María de Ujué es una talla románica de madera policromada del siglo XII representando a la Virgen María sedente con el Niño Jesús sentado en sus rodillas mirando ambas figuras frontalmente al espectador. Está conservada dentro de la Iglesia-fortaleza de Santa María de Ujué, en Navarra.

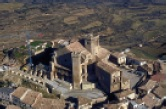
Vista aérea de Ujué

## Talla
Apoyada sobre una columna y presidiendo la parte central del presbiterio detrás el altar, mantuvo un retablo hasta que en 1952, tras la coronación canónica, se retiró. A partir de esa fecha, su transformación fue notable.
La talla «se realizó en madera que se cubrió con placas de plata.» El efecto de la plata en espacios pequeños y poco iluminados rodea a estas figuras sagradas de un halo de misterio «que transcendía a la divinidad.». Sobre la aplicación de las placas de plata son varios los autores, «como Uranga e Iñiguez y Fernández-Ladreda», además de Orbe Sivatte, que consideran que «ya se ideó con ella, dejando en madera policromada los rostros y manos de ambos, además de los pies de Jesús.» Otros investigadores opinan «que dicho revestimiento fue más tardío, quizá en coincidencia con los sellos y escudos del siglo XIV que adornan el trono de María. Este procedimiento de enriquecer la pieza con el acabado de plata tuvo cierta difusión en la Navarra medieval, especialmente en las vírgenes de gran devoción. Posiblemente hay que ver en ello el influjo de la titular de la catedral de Pamplona. Este terminado no sólo se empleó en época románica, como lo atestiguan además de la citada de la catedral y esta de Ujué, la de Irache o la desaparecida de Villatuerta, sino que continuó en el gótico con obras excelentes como Nuestra Señora de Roncesvalles o la del Puy de Estella.
Su disposición se corresponde con la imagen de una mujer sentada de manera frontal a la vista del espectador con los brazos recogidos y pegados al cuerpo extendiendo los antebrazos en paralelo sobre sus piernas donde está sentado el Niño Jesús en una actitud similar a la madre salvo con su brazo derecho levantado, en actitud de bendecir, mientras en la otra mano sostiene las Sagradas Escrituras. El trono es cuadrangular, estrecho, sin respaldo ni reposabrazos.
Entre las imágenes marianas románicas, «uno de los rasgos característicos» que presentan «son las ricas prendas que visten. El cuerpo está cubierto por una túnica de manga estrecha que llega hasta los pies calzados, pero de la que sólo es visible la parte inferior pues todo el resto queda oculto bajo el manto, abierto y de bocamanga más ancha, con caída diagonal debajo de las rodillas. En la cabeza luce una toca con pliegues paralelos sobre la frente y caída quebrada en los laterales.» La figura del Niño Jesús, a su vez, «viste túnica hasta los pies, sobre la que se superpone un manto, dispuesto a modo de toga clásica al igual que en la Virgen de Irache, que acaba en diagonal bajo las rodillas. Las distintas prendas van orladas con una cenefa dorada decorada con labor de ordoncillo entre la que se intercalan piedras de colores. Con ser, indudablemente, un vestuario que denota distinción, en la solución de pliegues y caídas se aprecia cierta rigidez y esquematismo. Predomina el plegado vertical de corte acanalado, que sólo se vuelve concéntrico en las mangas.»
El conjunto responde a la tipología denominada Sedes sapientiae muy propia del arte románico aunque posteriormente también se ha continuado. María asume el papel de trono de un Jesús protagonizando el papel de Suprema Sabiduría, algo muy característico de la imaginería medieval.
Dentro del contexto geográfico navarro, la talla de Ujué formaría parte, junto a las imágenes marianas de Miranda de Arga, Jaurrieta y Aibar, de un tercer grupo de esculturas frente a los dos grandes conjuntos encabezados por las tallas de la Catedral de Pamplona y del Monasterio de Irache (ahora conservada en Dicastillo) a las cuales sirvieron de inspiración a otras representaciones escultóricas marianas.

### Restauraciones
En 1952, coincidiendo con su coronación canónica, la talla fue sometida por la Institución Príncipe de Viana a un proceso de restauración durante el cual se incorporó un respaldo metálico a modo de trono inspirado en un estética neorrománica realizado por el orfebre madrileño Juan José García. También se rehicieron las coronas de madre e hijo y «se insertaron nuevas bandas decoradas con cordoncillo y pedrería en cabujón a las estimentas y a la cubierta del libro, portado por el Niño como atributo, y se labró una desproporcionada flor de lis, situada sobre la esfera que sujeta la Virgen en la mano derecha, como nuevo atributo.»
En 2010 se realizó una nueva restauración en la catedral pamplonesa que sirvió para descubrir que, en origen, el revestimiento del Niño fue con pan de oro estando su túnica policromada en rojo. Estos detalles habían quedado ocultos bajo el forro de plata anterior a la cubierta metálica aplicada en la restauración anterior.

## Leyenda
Es habitual la existencia de leyendas asociadas a tradiciones locales de gran arraigo. En el caso de Ujué está recogida en los Anales del Reino de Navarra por el cronista José Moret que en el siglo XVII cuenta que tanto el santuario como el pueblo mismo basan su origen en el descubrimiento de la talla mariana que había sido ocultada durante la invasión musulmana de la península ibérica. Años después, una madrugada, un pastor que cuidaba su rebaño se sintió atraído por el vuelo de una paloma que revoloteaba ante la entrada de una cueva. Cuando quiso espantarla percibió el pastor el acceso trepando hasta el mismo para descubrir la imagen allá oculta. Para algunos historiadores estos acontecimientos habrían ocurrido en el siglo IX y la noticia provocó entre algunos vecinos de las localidades cercanas del lugar su traslado hasta los alrededores de la cueva para fundar un pequeño santuario que, con el devenir de los años, se convertiría en el actual. La propia etimología de Ujué, en euskera Uxue, está relacionado con la palabra uxoa que significaría paloma en vasco. Así lo explicaba entonces el propio Moret y de ella se hacen eco actualmente autores como José María Jimeno Jurío o Asunción de Orbe Sivatte.

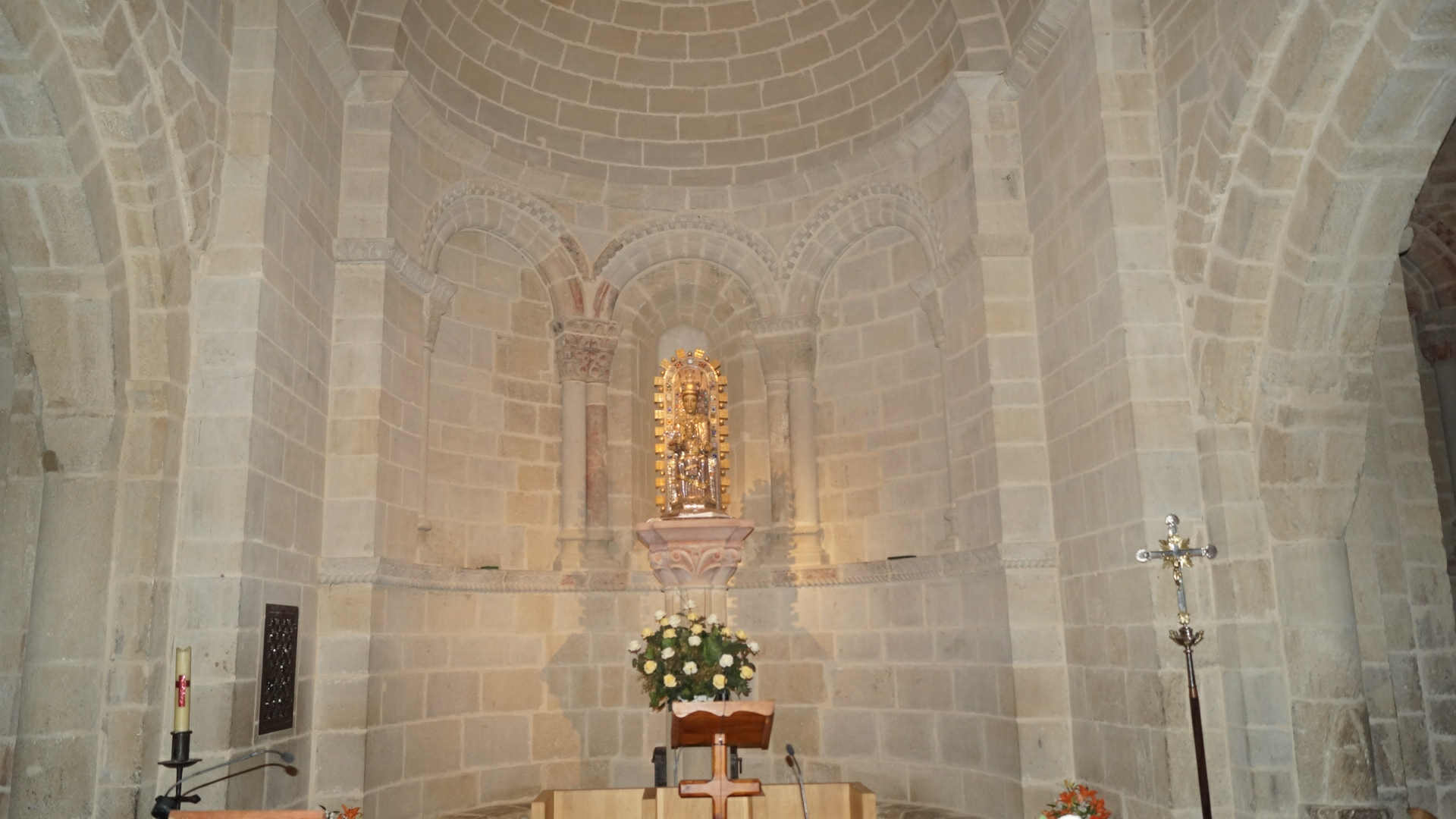
Vista del presbiterio. Tras la reja de la parte izquierda se conserva el corazón de Carlos II de Navarra.

## Veneración
No podemos contextualizar acertadamente el valor e importancia de la imagen de Santa María de Ujué, si no nos remitimos a un ámbito socio-temporal en el que su presencia era determinante para el culto y la devoción de los peregrinos. Desde el punto de vista histórico sus valores y características exceden en mucho lo que de artístico muestra; que es sobresaliente. Más allá de nuestras creencias actuales, de nuestro presente existencial, la imagen de la Virgen proyecta un aura de culto que trasciende sus características físicas. Obviamente, su consideración presente depende de la actitud y subjetividad de quien la contempla. La gradación de ese "diálogo" es personal e intransferible.
Carlos J. Martínez Álava, 2011

También en esta línea apunta la historiadora del arte, Orbe Sivatte, al subrayar que «el profundo arraigo» de esta devoción está constatado desde la Edad Media, una «devoción —afirma— que no se limitaba al entorno más próximo, sino que irradió por toda la comarca, y que se extendió a la familia regia, concretamente a los miembros de la dinastía Evreux, lo que quizá contribuyó a que enraizara y se difundiera. Esta piedad se manifestaba tanto en regalos y donaciones como en las peregrinaciones que hacían los devotos por agradecimiento, súplica o penitencia. Es sabido que el corazón de Carlos II está depositado junto a la Virgen; que su hijo Carlos III el Noble en 1395 con su familia peregrinó a Ujué en acción de gracias y como recuerdo regaló un magnífico cáliz. Por otro lado ya a finales del siglo XV existen noticias documentales de las peregrinaciones a este santuario mariano de los pueblos de Tafalla y Olite, romerías que han ido popularizándose hasta el punto de destacar entre las más concurridas de nuestros días. Hoy a la Virgen de Ujué se la considera patrona de la Ribera.»
La festividad de esta advocación mariana se hace coincidir con el 8 de septiembre, la Natividad de Santa María. No obstante, cada año, como manda la tradición instaurada en 1725, se celebran romerías desde varias localidades navarras, especialmente de la Merindad de Olite y de Tudela, desde el primer domingo tras la festividad de San Marcos (25 de abril). En fechas más recientes se desdobla por pueblos, hasta 18 localidades, (e incluso por parroquias en algunos casos como Olite) en varios domingos sucesivos para realizar unas celebraciones más ordenadas y evitando multitudes en un santuario y una localidad de limitada capacidad.
Se considera que la romería más antigua que se celebra en España es la dedicada a la Virgen de Ujué que nació en el año 1043 cuando los vecinos de Tafalla acudieron al santuario en agradecimiento por la victoria en la arrancada de Tafalla.
Además de las peregrinaciones populares desde los diferentes pueblos se producen otras dos muy particulares y de larga tradición:
- La romería de la Hermandad de Esclavos de Santa María de Ujué, conocida como la peregrinación de "Los Doce", celebrada anualmente en la noche del 30 de abril al 1 de mayo, en la que los romeros (con túnica y capucha) salen desde la Iglesia de Santa María de Tafalla de forma procesional. En San Martín de Unx hace una parada, entrando y saliendo de la Iglesia parroquial de Santa María del Pópolo para retomar su marcha hacia Ujué. Esta costumbre nace en el año 1607.[15]
- La romería de la Cofradía de los 12 Apóstoles de Olite que salen descalzos, con un bastón y un farol, de la Iglesia de San Pedro a la una de la madrugada del día de la Pascua de Pentecostés.[16][17] Esta costumbre nace en el año 1883 según está registrado en su libro de actas.[18]